# Wendepelz

Textil/Swakara-Lammfell-Wendemantel (2009)
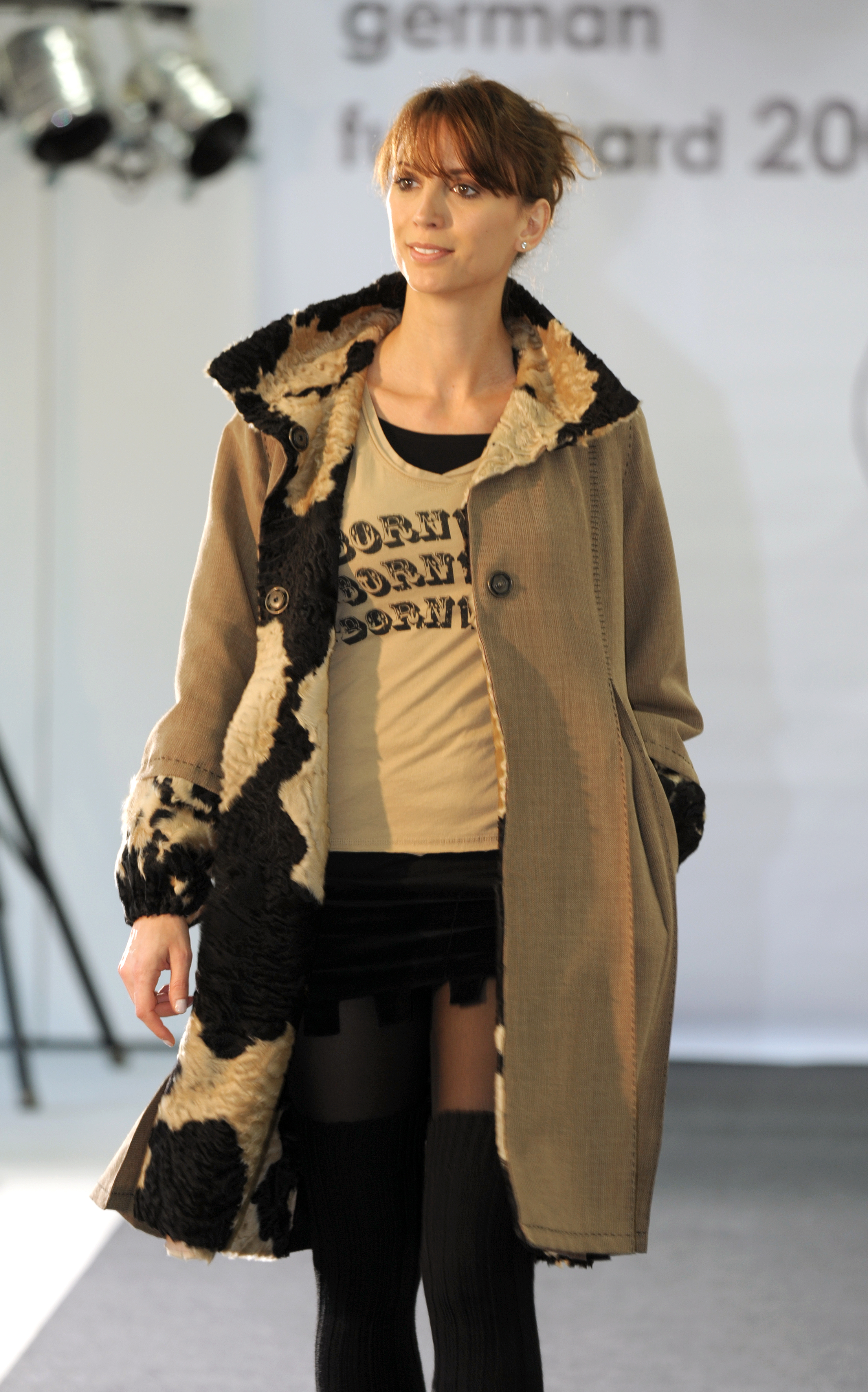
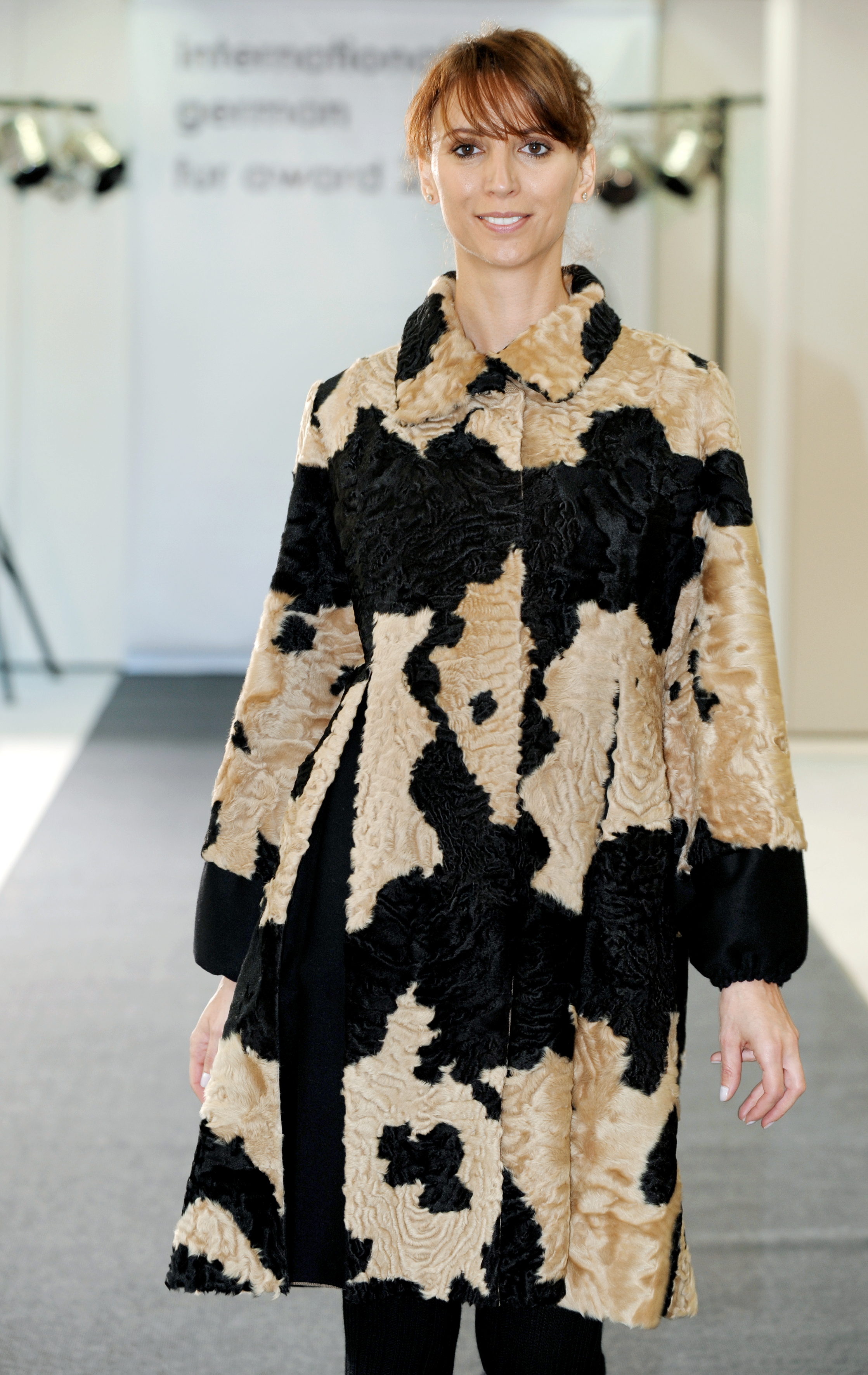

Wendepelze sind aus Fellen gearbeitete Mäntel, Jacken, Capes oder Westen, die wahlweise mit dem Haar nach außen oder innen zu tragen sind. Die Gegenseite der Fellseite kann eine Hülle aus Stoff oder Leder sein, bei Velours-und Nappapelzen ist es die offen liegende Lederseite des Fells.

## Veloutiert und nappiert

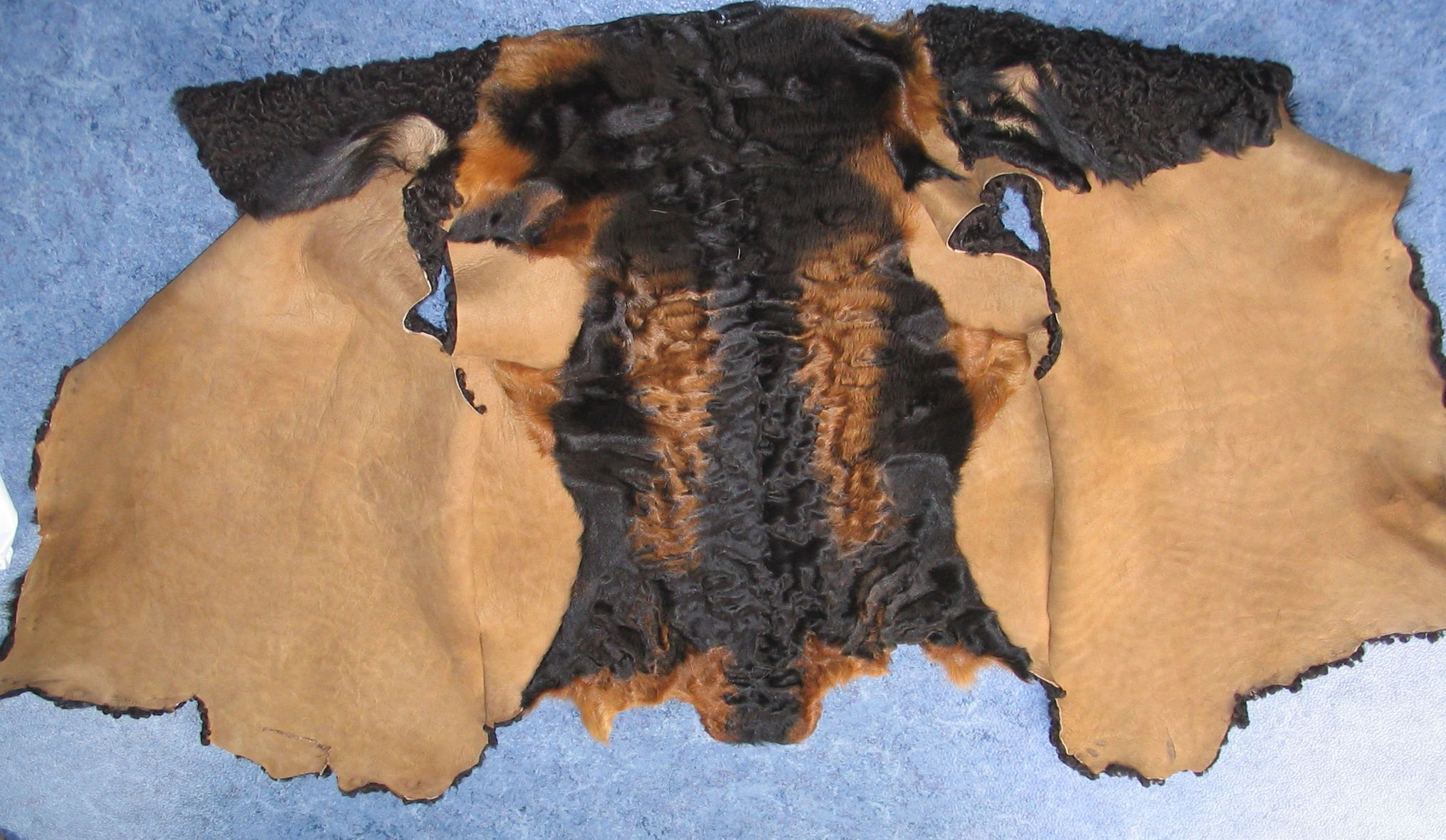
Karakulfell-Weste in naturnaher Verarbeitung (Neiva Becker, 2002)

Als Bauern-, Hirten- und Dienstpelze haben Mäntel mit nicht abgedeckter Lederseite aus Lammfell oder Ziegenfell eine lange Tradition. Historisch wurden sie als Nacktpelz bezeichnet. In Südeuropa waren diese Pelze oft reich bestickt. Die Hirten trugen die Mäntel im Sommer mit der Fellseite nach außen, im Winter nach innen.

### Vorgeschichtliche Zeit
Aus der Kultur traditionell subsistenzorientierter Volksgruppen kann geschlossen werden, dass bei den ersten von Menschen getragenen Pelzen nur das Leder mit einfachen Methoden haltbar gemacht wurde. Bestand das Gewand aus mehreren Fellen, wurden diese mit einfachen Nähten zusammengehalten. In der Art konnte das Teil beliebig mit der Haarseite nach innen oder außen getragen werden. Ist die Fellseite innen, so hat dies besonders gut warmhaltende Eigenschaften.

### Neuzeitliche, modische Entwicklung
Eine sehr einfache Form des nicht abgefütterten Lamm- oder Ziegenfellmantels war der Zippelpelz mit seinem nicht begradigten Saum, bei dem die natürlichen Fellenden erhalten blieben. Insbesondere in Osteuropa, besonders in der Gegend um Ungarn und Rumänien, entstanden aufwändigere Velourslammpelze mit zunehmend kunstvollen Stickereien auf der Lederseite. Für die vor allem an Sonn- und Festtagen getragenen Pelze ist anzunehmen, dass sie kaum mehr auf die Haarseite nach außen gewendet wurden.
In Ungarn entwickelte sich Ende der 1930er Jahre die im Wesentlichen noch übliche Fabrikationsart der Velourslammfelle für die Bekleidungsindustrie, in der Hauptsache für Pelzwesten, Trachtenjacken und lange Pelzmäntel. Nach dem Zweiten Weltkrieg begannen einige Unternehmen vor allem veloutierte Damenpelze herzustellen, für die das Leder braun, grün oder andersfarbig eingefärbt wurde. Eine erhebliche Verbesserung des Aussehens der Haarseite, die in der Regel an Kragen und Manschetten, eventuell auch als Blende an der Vorderkante sichtbar wird, brachte das Bügeln des Haares. Ein weiterer wesentlicher Fortschritt war die Fixierung des Haars, die dauerhaft verhindert, dass es sich wieder einkräuselt.
Etwa in den 1960er und 1970er Jahren begann die Pelzmode sich unmittelbar an der Textilmode zu orientieren. Auch die mit dem Leder nach außen getragenen Pelze machten jetzt die Modeentwicklungen mit. In der Regel werden die Felle heute geschoren verarbeitet. Langhaarige Lamm- und Schaffelle wurden daneben bevorzugt für folkloristische Mode jugendlicher Träger und für den Wintersport verarbeitet. Im Jahr 1973, wurden auf der Pelzmesse in Frankfurt am Main, als Besonderheit und Neuheit Persianermäntel gezeigt, deren Lederseite so behandelt war, dass „sie kein Futter benötigten“ und wendbar waren. Etwa gleichzeitig wurden auch Pelze angeboten, bei denen das Leder zusätzlich mit einem Design bedruckt waren.

## Stoff- und Leder-Wendepelze
Ein nicht unerheblicher Teil der mit Pelz gefütterten Kleidungsstücke wurde in der Vergangenheit als „Wender“ gearbeitet. Neben dem Aspekt des Wärmens kommt hier der zusätzliche Nutzen als „zweites“, sichtbares Pelzbekleidungsstück hinzu.

### Modische Entwicklung

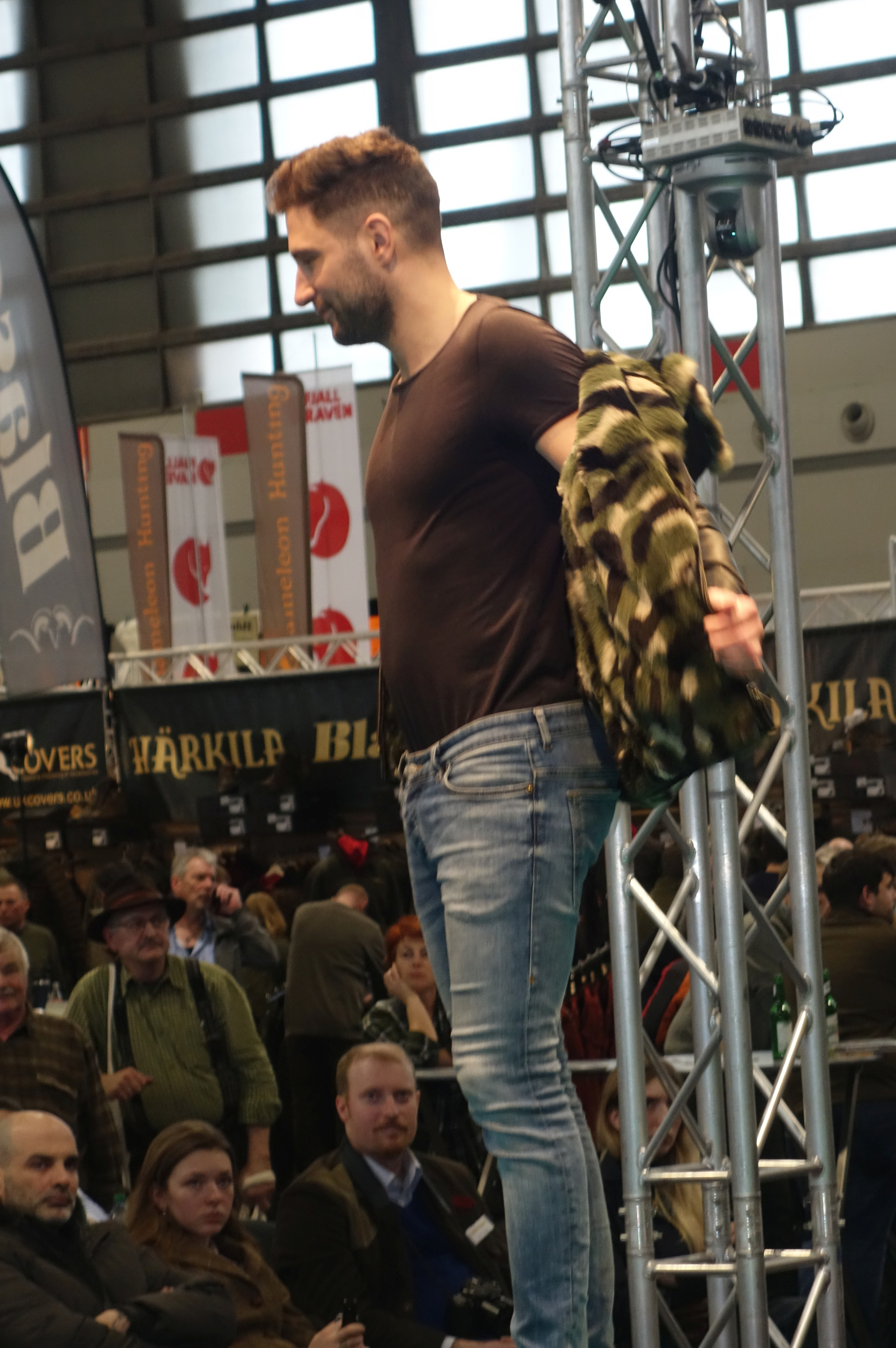
Wenden einer Herren-Hirschlederjacke mit tarnfarben gefärbtem Rotfuchsfell bei einer Modenschau (Pelz Adrian, Köln, 2020)

Im Mittelalter besaß die europäische und Teile der asiatischen Stadtbevölkerung bei entsprechendem Wohlstand pelzgefütterte oder/und pelzverbrämte Tuchmäntel. Je höher der Stand und wohlhabender der Besitzer, desto aufwändiger war das Stoffteil und vor allem umso teurer war das Fellfutter und der -besatz. Die Pelze wurden durchweg mit der Stoffseite nach außen getragen, ein Wenden war auch in Europa nicht üblich. In der Neuzeit war der sogenannte Gehpelz ein wesentlicher Bestandteil der Herrenmode. Bis in die Mode der Gegenwart wurden Männerpelze offensichtlich zum Wenden angeboten, der Pelz blieb entweder außen oder innen. Pelzgefütterte Kleidung findet sich bis weit in das 20. Jahrhundert als sogenannte Pelissen auch beim Militär in der Uniform höherer Dienstgrade. Mit aufwändigen Verschlüssen, Stickereien, Kordeln und anderem Zierrat versehen, wurden sie ebenfalls nicht gewendet.
Beginnend einige Zeit nach dem Zweiten Weltkrieg, zusammen mit der Einführung neuer, leichter Oberstoffe, bot der Handel als zusätzlichen Nutzen wendbare Pelze an. Das Wärmen stand im Zeitalter beheizter Bahnen und Kraftfahrzeuge nicht mehr im gleichen Maß im Vordergrund, sondern der modische Aspekt spielte eine wesentliche Rolle. Im Jahr 1996 hieß es in einer Betrachtung über die Pelzkonfektion aus der Sicht des Kürschner: „Die Vielfalt der Wünsche umfasst heute Seide, Cashmere, Wendeteile, gerupftes, Leder und vieles mehr“.
Ganz gelegentlich wurden als kürschnerische Highlights auch Wendejacken oder -mäntel hergestellt, die anstelle Stoff, auf der Gegenseite eine meist kontrastierende zweite Fellart aufweisen. Im Februar 1770 zeigte sich die Herzogin von Chartres beim Pariser Opernball in einem Umhang mit einer zwei Meter langen Schleppe, innen und außen aus Zobel. Die Schauspielerin Romy Schneider besaß einen Mantel, eine Seite aus cognacfarbenem Lakoda-Seal, die andere aus Wildnerz.
Die Wirkung von Pelz innen und gleichzeitig außen lässt sich mit der Arbeitstechnik ähnlich des sogenannten Galonierens erzielen. Nur werden anstelle von Lederstreifen hierfür Fellstreifen eingenäht, mit dem Haar zur Gegenseite, also abwechselnd das Haar auf der linken und auf der rechten Seite. Dabei lassen sich ganz besondere Effekte erzielen, ohne dass die Mäntel oder Jacken durch zusätzliches Material schwerer werden. Etwa Ende der 1970er Jahre zeigte beispielsweise Frédéric Castet eine entsprechende Kollektion. Robert Delort beschrieb eine der Kreationen: „Zinnoberrot, Lavendelblau und Bronze prägen diesen fröhlichen, wendbaren „Blackcross“-Nerz-Stadtmantel, bei dem Frédéric Castet sogar so weit gegangen ist, die Farben abzuwechseln: Blau auf Rot, Bronze auf Blau.“ Während Castet nur mit den Farben variierte, lassen sich so auch zwei verschiedene Fellarten kombinieren, zum Beispiel auf einer Seite ein Nerzmantel, gewendet ein Fuchsmantel.

## Besonderheiten der Verarbeitung
Bei zum Wenden gearbeiteten Jacken oder Mänteln ist selbst bei reinen Textilteilen eine exakte Passform kaum zu erreichen. Hier ist es vor allem der Kragen, der voll umgeschlagen wird. Die Verarbeitung ist aufwändig, schon wegen der notwendigen Taschen auf beiden Seiten.
Nur zu einem geringen Teil werden textile Wendepelze ausknöpfbar gearbeitet. Moderne Reinigungsmethoden ermöglichen in der Regel inzwischen eine Pelzreinigung zusammen mit dem Stoff.
Eine Herausforderung stellt die Verschlusslösung dar. Keine wesentlichen Schwierigkeiten bereiten Kleidungsstücke, bei denen die Vorderkanten gegeneinander geschlossen werden. Die Industrie bietet Reißverschlüsse an, die von beiden Seiten gleich bedient werden können. Knöpfe, öfter Knebelverschlüsse, werden mit flach anliegenden Schlaufen, eventuell aus Rundgummi, beidseitig verbunden.
Beim Damenmantel bildet ansonsten das rechte Vorderteil den Übertritt, beim Herrenmantel oder -jackett ist es das linke Vorderteil. Wird das Teil gewendet, kehrt sich das um, bei gleicher Verschlussnutzung wird, eigentlich unerwünscht, aus dem Übertritt der Untertritt. Die gelegentlich angewendete Variante, auf Verschlüsse zu verzichten und das Teil nur mit einem Gürtel zusammen zu halten, ist für ein Winterkleidungsstück nur eine wenig befriedigende Variante. Wird auf eine korrekte Übertrittlösung verzichtet, können beispielsweise besondere Druckknöpfe mit beidseitig attraktiven Oberflächen verwendet werden.

### Herstellung Velours- und Nappapelz

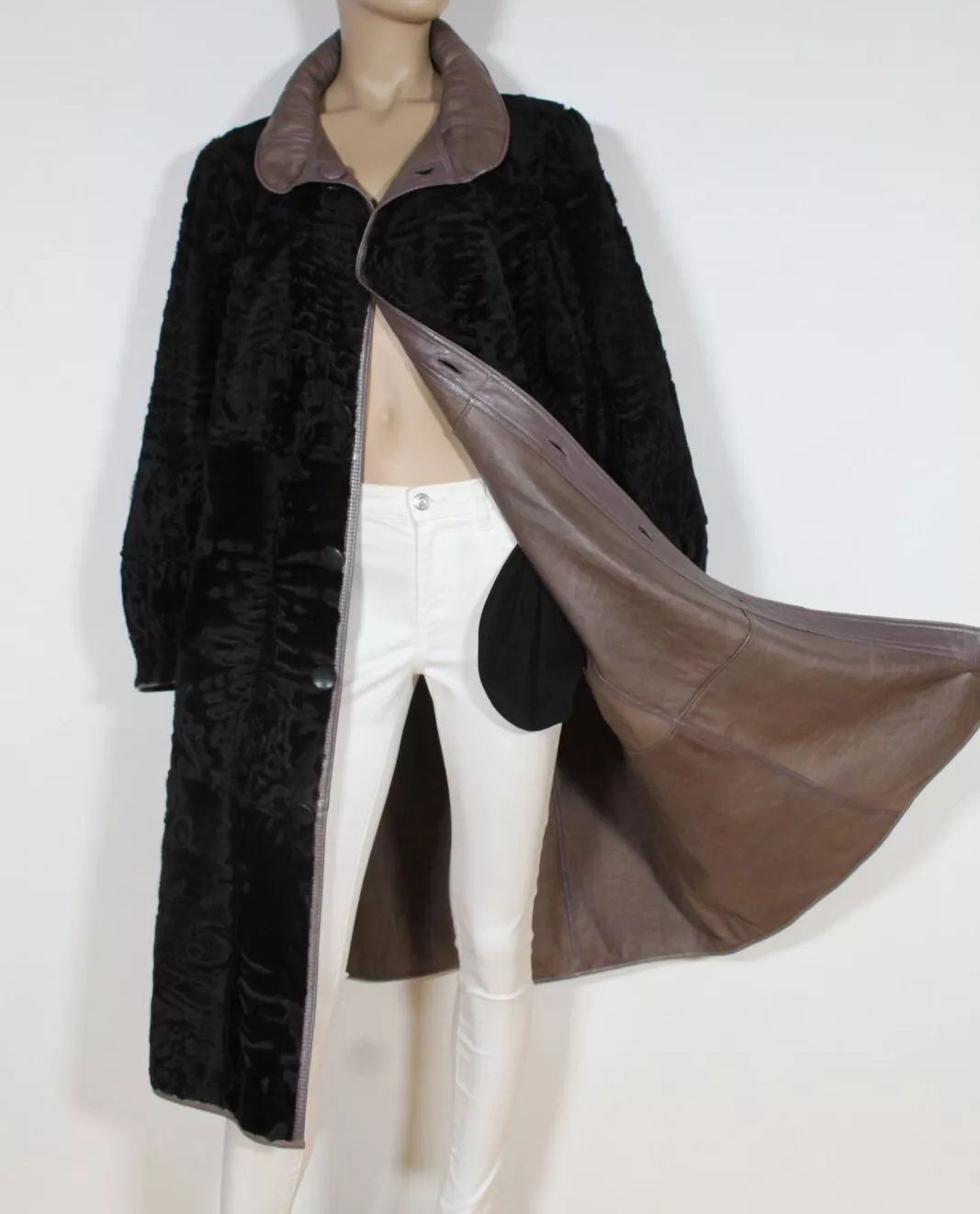
Nappa-Karakul-Wendemantel (ca. 1995)

Damit sich die Velours- oder Nappapelze zum Wenden auf die Lederseite eignen, ist die Lederbeschaffenheit entscheidend. Das Leder muss möglichst fein, sauber und ohne Schäden sein. Wichtig ist eine wasserabweisend Ausrüstung. Diese kann durch eine Imprägnierung, optimal durch eine Nappabeschichtung erfolgen. Die größeren Schaffelle haben gegenüber Lammfellen den auch kostengünstigeren Vorteil, dass bei der Verarbeitung weniger Nähte nötig sind. Felle von Lämmern sind wegen ihres feinen und leichten Leders jedoch häufig beliebter.
Die Chromgerbung ist die bevorzugte Methode, um Schaffelle für Velourslammpelze vorzubereiten. Sie macht das Leder strapazierfähig, fest und bereits recht wasserabweisend. Üblicherweise werden alle Beschichtungen von Leder als Nappa bezeichnet. Echtes Nappaleder ist ein weiches, chromgegerbtes Glattleder mit natürlichem Narbenbild. Durch besondere Verfahren in der Zurichtung wird hierfür die natürliche Narbenseite herausgearbeitet, poliert oder in den Qualitäten matt, seidig oder stark glänzend hergestellt. Für Nappalan wird dagegen die Oberfläche mit Kunstharz beschichtet. Für die Nappalan-Veredlung werden bevorzugt Schafpelze mit kurzfaseriger Lederstruktur verwendet. Die Kunstharzbeschichtung vermindert die Zügigkeit des Leders und glättet die sonst raue Fleischseite. Die glatte Oberfläche ist leicht glänzend. Die Haarseite der Lammfell-Wendepelze wurde nach dem Waschen in der Regel auf 12 bis 16 mm Haarhöhe geschoren. Die Haare werden fixiert und anschließend mehrfach gebügelt, so dass das vorher gekräuselte Haar bei Feuchtigkeit gestreckt bleibt.
Für einen Wendepelz müssen die Felle von beiden Seiten sorgfältig zueinander passend sortiert werden. Da jede Naht auf der Gegenseite sichtbar ist, auf der Haarseite zumindest markiert, verbieten sich viele der sonst möglichen Applikationen. Bei beidseitig eingreifbaren Schubtaschen kann der, eventuell aus Leder gearbeitete, Taschenbeutel, in sich gewendet, auf die Gegenseite durchgezogen werden. Lösungen mit einseitig aufgesteppten Taschen sind möglich, wobei die Steppnaht sich auf der Gegenseite abbildet.

Wendemantel aus Possumfellen, nappiert, mit Lederstreifen galoniert (ca. 1975)
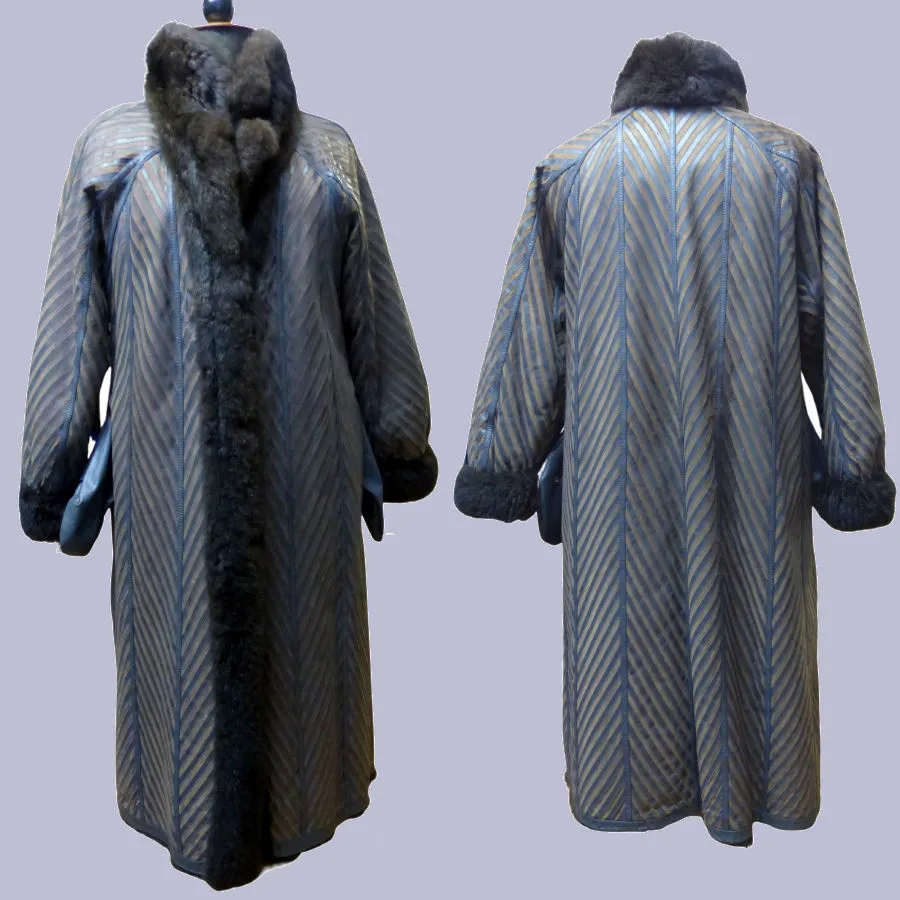
Nappaseite
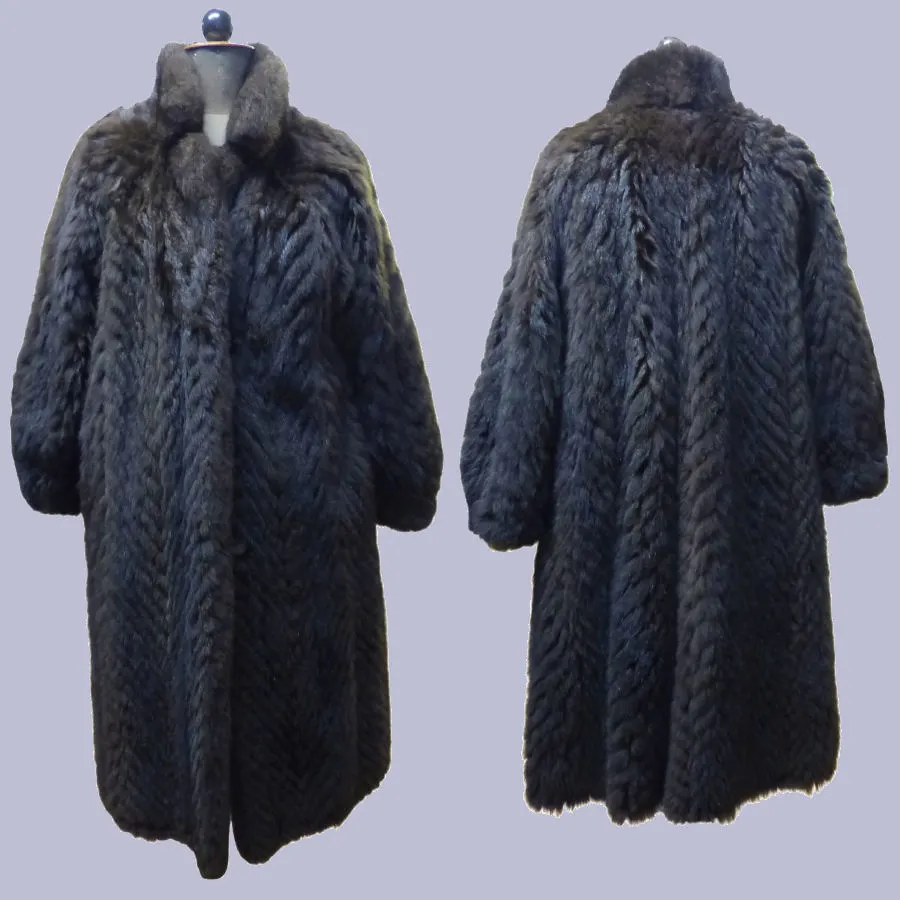
Haarseite

### Herstellung mit Stoff oder Leder

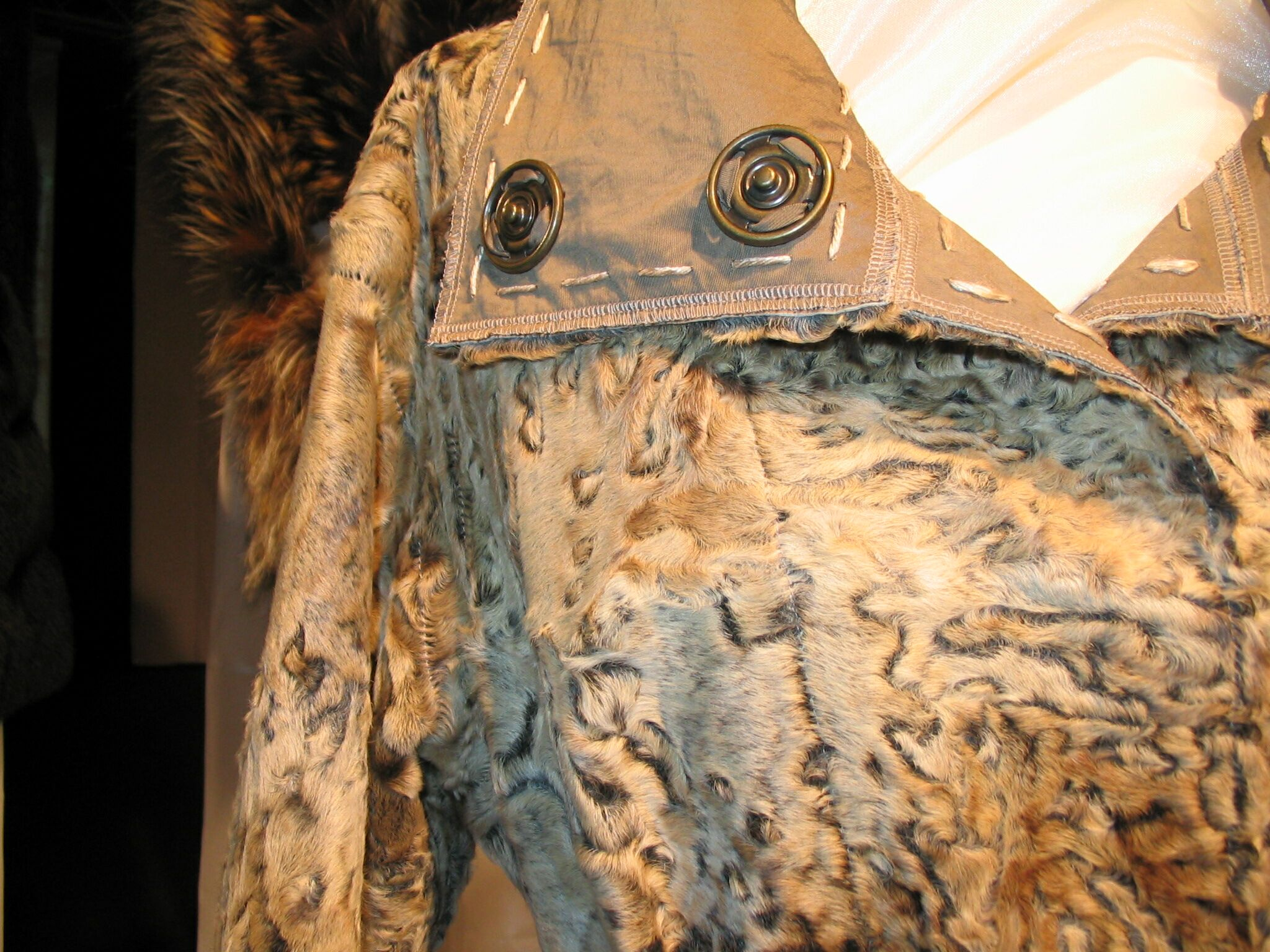
Handstiche, Overlock-Nähmaschinen-Nähte und Druckknöpfe an einem Swakara-Wender

Der Handel nennt als Doppelnutzen der Wendepelze beispielsweise „vielseitig kombinierbar“, „ideal für wechselhaftes Wetter“, oder „zwei eigenständige Seiten für unterschiedliche Zwecke“.
Durch das Wenden zeigt das aufgeschlagene Revers die Innenseite des Mantels oder der Jacke. Um zu vermeiden, dass die Pelzseite Stoffrevers zeigt, werden diese auf der Stoffseite häufig aus Fell gearbeitet. Dies bietet sich besondere an, wenn das Teil an den Vorderkanten eine Fellblende hat, die dann im Reversbereich entsprechend verbreitert wird.
Verschlusslösungen sind zumeist Schlaufen mit Knöpfen auf beiden Seiten, eventuell Knopflöcher mit zwei losen, gegeneinander auf Stiel oder mit einer Stofflasche verbundenen Knöpfen. Eine weitere Lösung können beispielsweise
Knopfleisten mit verdeckten Knöpfen sein: Eine Seite hat sichtbare Knöpfe, die andere eine verdeckte Knopfleiste, damit es auf beiden Seiten ordentlich aussieht.